# Elaeodopsis turlini
Elaeodopsis turlini là một loài bướm đêm trong họ Noctuidae.